# Bingöl (district)
Bingöl is een Turks district in de provincie Bingöl en telt 129.885 inwoners (2007). Het district heeft een oppervlakte van 1789,9 km². Hoofdplaats is Bingöl.
De bevolkingsontwikkeling van het district is weergegeven in onderstaande tabel.
| 1997    | 2000    | 2007    |
| ------- | ------- | ------- |
| 103.448 | 116.411 | 129.885 |